# مديرية كحلان الشرف

تعديل مصدري - تعديل

مديرية كحلان الشرف إحدى مديريات محافظة حجة في اليمن. بلغ عدد سكانها 44760 نسمة عام 2004. تقع المديرية في وسط محافظة حجة وتضم خمس عزل.

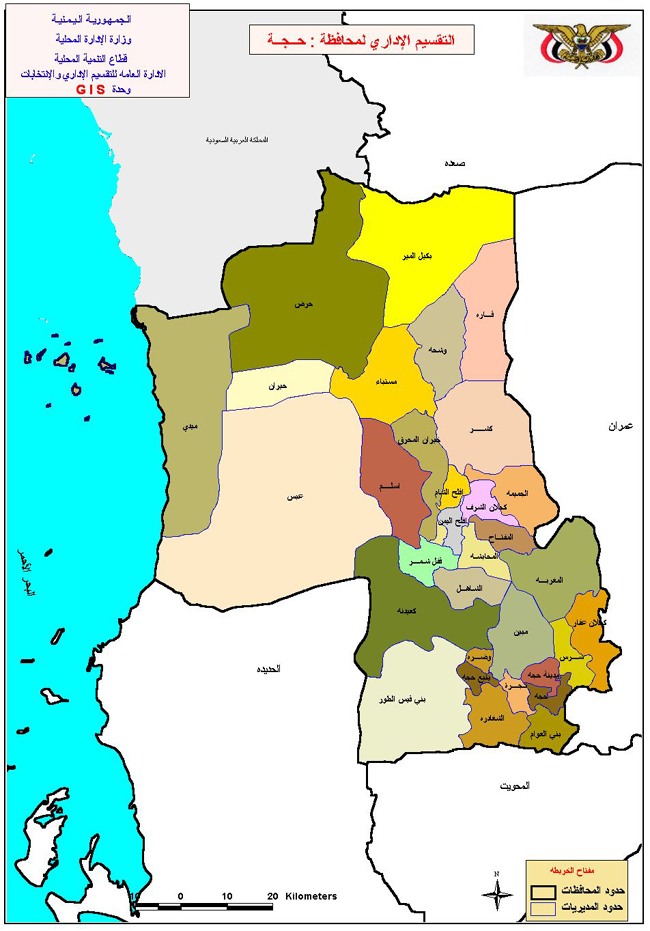
موقع مديرية كحلان الشرف في محافظة حجة